# كأس ديفيز 2014
كأس ديفيز 2014 (بالإنجليزية: 2014 Davis Cup)‏ هو موسم من كأس ديفيز. أقيم خلال الفترة 31 يناير 2014 وحتى 23 نوفمبر 2014، وفاز فيه منتخب سويسرا لكأس ديفيز.